# Walther von der Vogelweide
Walther von der Vogelweide (1170 circa – 1230 circa) è stato il più famoso poeta in medio alto-tedesco. Spesso ci si riferisce a lui semplicemente come Walther.

## Biografia
L'unico accenno documentato a Walther von der Vogelweide si trova nei resoconti di viaggio del vescovo di Passavia Volchero di Erla: "Walthero cantori de Vogelweide pro pellicio V solidos longos" ("A Walther il cantore di Vogelweide cinque soldi per una pelliccia").

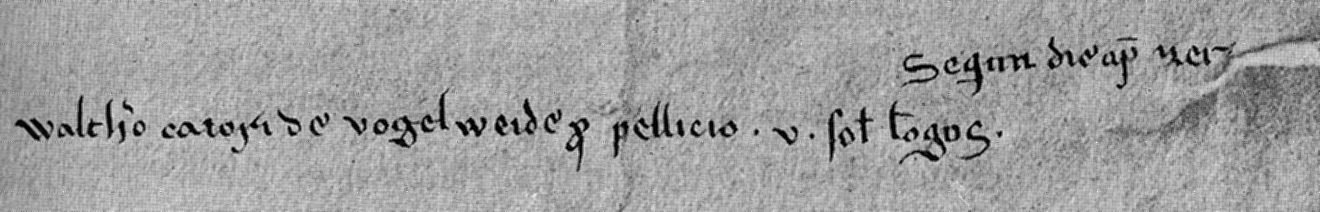
Il solo accenno conosciuto a Walther von der Vogelweide(da notare le abbreviazioni del manoscritto medioevale)

Le principali informazioni provengono invece dalle sue composizioni e da occasionali riferimenti da parte di Minnesänger a lui contemporanei. È chiaro dal titolo che questi gli danno (hêr, corrispondente al tedesco moderno Herr, ossia signore), che Walther fu di nobile stirpe. È altresì evidente dal suo appellativo Vogelweide ("pascolo d'uccelli", in latino aviarium, ovvero un luogo ove erano catturati i volatili) che probabilmente non apparteneva ai più alti ranghi della nobiltà (la quale per lo più prendeva i titoli da castelli e villaggi), ma piuttosto alla cosiddetta nobiltà di servizio (in tedesco Dienstadel), costituita da semplici cortigiani, la cui vita era tuttavia assai più agiata rispetto a quella della maggioranza della popolazione.
Rimane isolata e non è considerata sostenibile l'opinione di Jakob Grimm secondo cui Vogelweide sarebbe da identificare col poeta Freidank, autore del poema didascalico Bescheidenheit (Saggezza di vita), opera di grande successo.

### Luogo di nascita, l'ipotesi tirolese e della Bassa Austria

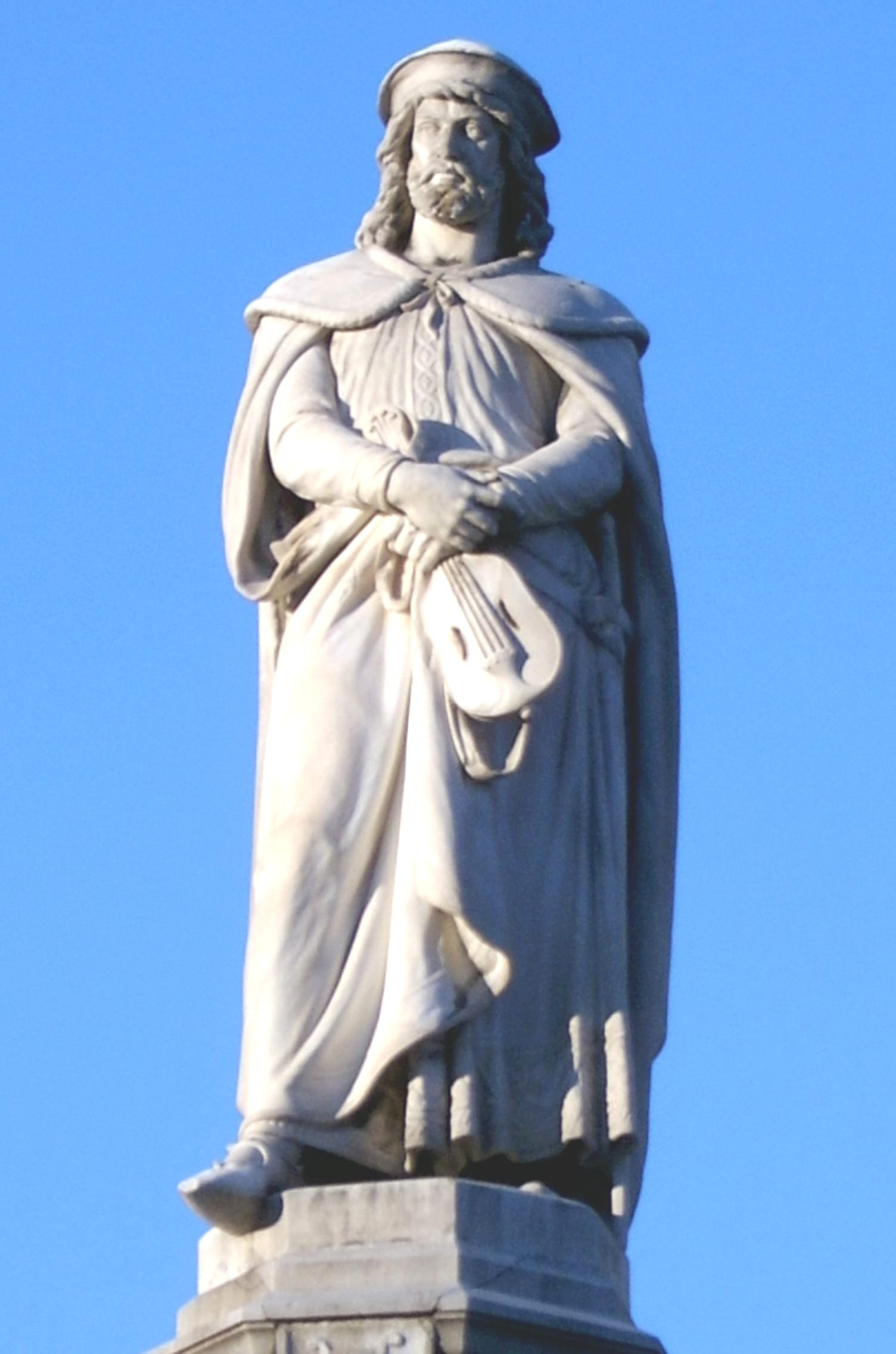
Statua del poeta, ritratto con una viella, realizzata da Heinrich Natter, in piazza Walther von der Vogelweide a Bolzano

Il luogo di nascita di Walther è tuttora ignoto, e probabilmente non sarà mai possibile indicarlo con certezza a causa della scarsità di documenti in nostro possesso. Una delle poche possibilità per formulare delle ipotesi ragionevoli è data dall'analisi del suo nome. Durante il Medioevo, in area tedescofona, in molti erano chiamati Vogelweiden presso castelli e città, dai luoghi dove venivano catturati falchi per la caccia o uccelli canterini per le abitazioni dei nobili. Per tale ragione si può supporre che il nostro cantore non ebbe il proprio appellativo a causa di viaggi fra varie regioni, siccome questo avrebbe portato ad ambiguità con altri Vogelweiden di differenti luoghi (altre persone appartenenti all'alta nobiltà adottavano un nome non ambiguo, riferito al luogo di origine, così come poeti che erano soliti viaggiare al seguito di nobiluomini usavano come appellativo quello del proprio padrone). Quindi verosimilmente il nome aveva un significato circoscritto ad una località ove esisteva un solo Vogelweide, oppure si trattava di un soprannome metaforico dello scrittore ("nomi d'arte" erano comuni per poeti del XII e XIII secolo, mentre i Minnesänger in principio erano noti dal loro nome di famiglia, che usavano per firmare i documenti).
Nel 1974, Helmut Hörner ha localizzato una casa colonica menzionata nel 1556 come "Vogelweidhof" nell'urbarium (ossia l'inventario medioevale) della proprietà terriera Rappottenstein, al tempo appartenente all'Amt Traunstein (ora fa parte del comune di Schönbach, nella regione del Waldviertel, nella zona nord-occidentale della Bassa Austria); l'esistenza di tale casa era menzionata senza commenti già nel 1911 da Alois Plesser, che tuttavia non era a conoscenza della sua precisa ubicazione. Hörner ha provato che la fattoria Weid, tuttora esistente, è in effetti la citata Vogelweidhof e ha raccolto indizi secondo cui Walther è nato nel Waldviertel. Tutto ciò è stato pubblicato nel 1974 nel suo libro 800 Jahre Traunstein (800 anni di Traunstein); un esempio di questi indizi è l'affermazione di Walther, il quale dice che "Ze ôsterriche lernt ich singen unde sagen" ("In Austria [a quel tempo solo la Bassa Austria e Vienna] ho imparato a cantare e parlare"). Una tradizione afferma che Walther, uno dei dieci Antichi Maestri, era un Landherr (un proprietario terriero) dalla Boemia: questo non è in contrasto coll'ipotesi delle sue origini nel Waldviertel, poiché nel medioevo il Waldviertel è talvolta indicato come versus boemiam (verso la Boemia). Un grande supporto a questa teoria è stato dato nel 1977 e nel 1981 da Bernd Thum (Università di Karlsruhe, Germania), che ritiene la nascita nel Waldviertel come molto plausibile. Thum parte dall'analisi del contenuto dalle opere di Walther, in special modo la sua chiamata alla crociata, anche nota come "elegia dei tempi antichi", e conclude che il luogo di nascita di Walther era ben lontano da tutte le strade percorse dai viaggiatori di quei tempi, e all'interno di una regione nella quale la terra era stata devastata, siccome il cantore così esterna il suo dolore: "Bereitet ist daz velt, verhouwen ist der walt" (i campi sono stati bruciati, i boschi sono stati abbattuti) e afferma di non conoscere più né terra né persone. Secondo Thum, tutto ciò si applica solo al Waldviertel.
Anche Walter Klomfar, e la bibliotecaria Charlotte Ziegler, pervennero nel 1987 alla conclusione che Walther dovesse essere nato nel Waldviertel. Il punto di partenza, anche per gli studi di Klomfar, erano le soprammenzionate parole di Walther, che non sono mai state contestate dagli studiosi ma che, a,rigore non dicono nulla circa il suo luogo natale. Klomfar fa riferimento a una mappa storica, tracciata dai monaci del monastero di Zwettl nel XVII secolo, in occasione di una disputa legale. Questa mappa mostra un villaggio Walthers e un campo contrassegnato come "Vogelwaidt", e una corrispondente casa nel paese. Il villaggio era abbandonato, ma è stato possibile scavare e ricostruire un pozzo marcato sulla cartina, per provare la precisione della mappa. Klomfar è stato anche in grado di risalire, seppur parzialmente, alle proprietà di quel luogo e provare l'esistenza del nome di battesimo Walther (invero assai diffuso) in quella regione.

Stemma di Laion

Al contrario, Franz Pfeiffer afferma che il poeta era nato nell'Alta Valle Isarco (in tedesco Wipptal), in Alto Adige: non lontano dalla cittadina di Vipiteno, sul fiume Isarco, c'è un bosco noto come Vorder- und Hintervogelweide. Tale origine sarebbe in contraddizione col fatto che Walther non poté visitare la propria terra natale per molti decenni. A quei tempi il Tirolo era la terra di molti ben noti Minnesänger.
Già nell'Ottocento, del resto, c'erano studiosi convinti che fosse nato nei dintorni di Chiusa, in Alto Adige. Nel 1867 il professore universitario Ignaz von Zingerle individuò come luogo di origine del poeta il maso Vogelweider (Vogelweiderhof), nel comune di Laion (in tedesco Lajen), in località Novale (ted. Ried), tra Bolzano e Chiusa; l'attuale stemma del comune di Laion si ricollega al Vogelweide e raffigura un uccello rosso in una gabbia dorata molto simile alle insegne araldiche riprodotte a lato del poeta, nell'immagine in testa a questo articolo.

### Reinmar il Vecchio
La corte di Vienna, sotto il duca Federico I di Babenberg, era diventata un importante centro per l'arte e la poesia. Fu lì che il giovane poeta imparò la sua arte dal celebre maestro Reinmar von Hagenau, detto Reinmar il Vecchio, della cui morte Walther in seguito si duole in due delle sue più belle liriche; e fu nel generoso duca che Walther trovò il suo primo mecenate. Questo felice periodo della sua vita, durante il quale produsse la maggior parte delle sue affascinanti e spontanee poesie d'amore, terminò con la morte del duca Federico, nel 1198. Da allora in poi, Walther passò di corte in corte, offrendo le sue arti in cambio di vitto e alloggio, sperando sempre che qualche protettore arrivasse a salvarlo da questa sua "vita da giullare" (gougel-fuore) e dalla vergogna di essere sempre ospite in casa d'altri. Il suo modo di fare non era per nulla tale da garantirgli successo materiale per la sua poesia: la sua critica nei confronti degli uomini e delle loro maniere era pungente; e anche quando ciò non toccava direttamente i suoi nobili padroni, i loro subalterni presero spesso misure atte a liberarsi di un censore così fastidioso.

### Politica
In conseguenza dei rapporti tesi, fu costretto a lasciare la corte del munifico duca Bernardo di Carinzia (1202-1256); dopo l'esperienza della tumultuosa residenza del langravio di Turingia, avverte coloro i quali hanno orecchie sensibili di tenersi alla larga dal padrone di casa; e dopo tre anni alla corte di Teodorico I (Dietrich I), margravio di Meißen (che regnò fra il 1195 e il 1221), Walther si lamenta che per i suoi servizi non ha ricevuto né denaro né lodi. Il poeta fu un uomo dalle opinioni forti, ed è ciò che gli dà la sua maggiore importanza nella storia e che lo distingue in letteratura. Dal momento della morte dell'imperatore Enrico VI (1197), quando riprese la fatale lotta fra l'impero ed il papato, Walther si lanciò ardentemente nella lotta per l'indipendenza e l'unità germanica. Sebbene i suoi poemi religiosi provino la sincerità della sua fede cattolica, rimase fino alla fine dei suoi giorni oppositore delle affermazioni estremistiche dei papi, che attaccò con un'asprezza che può essere giustificata solo dalla forza dei suoi sentimenti patriottici. I suoi poemi politici iniziano con un appello alla Germania, scritto nel 1198 a Vienna, contro le dirompenti ambizioni dei principi: "Incorona Filippo con la Corona dell'Imperatore e non permettere che venga turbata la tua pace".
Fu presente, l'8 settembre, all'incoronazione di Filippo a Magonza, e lo appoggiò fino a che la sua vittoria non fu assicurata. Dopo l'assassinio di Filippo, nel 1209, "parlò e cantò" in sostegno di Ottone di Brunswick contro il candidato papale Federico II di Hohenstaufen; solo quando l'utilità di Ottone per la causa tedesca fu demolita dalla battaglia di Bouvines (1214) si rivolse alla stella nascente di Federico II, ora l'unico rappresentante della maestà della Germania contro il papa e i principi.
Da parte del nuovo imperatore, il suo genio e il suo zelo per l'impero fu finalmente riconosciuto, e gli fu concesso un piccolo feudo in Franconia che, sebbene egli si lamentasse del fatto che era di piccolo valore, gli diede una casa e la posizione stabile che aveva così a lungo desiderato. Circa il fatto che Federico gli abbia dato un ancor maggiore segno del suo favore, rendendolo tutore di suo figlio Enrico VII di Hohenstaufen, si nutrono forti dubbi. L'accaduto, di per sé piuttosto improbabile, poggia solo sulla prova di un singolo poema, che può anche essere interpretato in altro modo. Lo spirito inquieto fece sì che Walther non rimanesse a lungo nella sua nuova proprietà.

### Ultimi anni

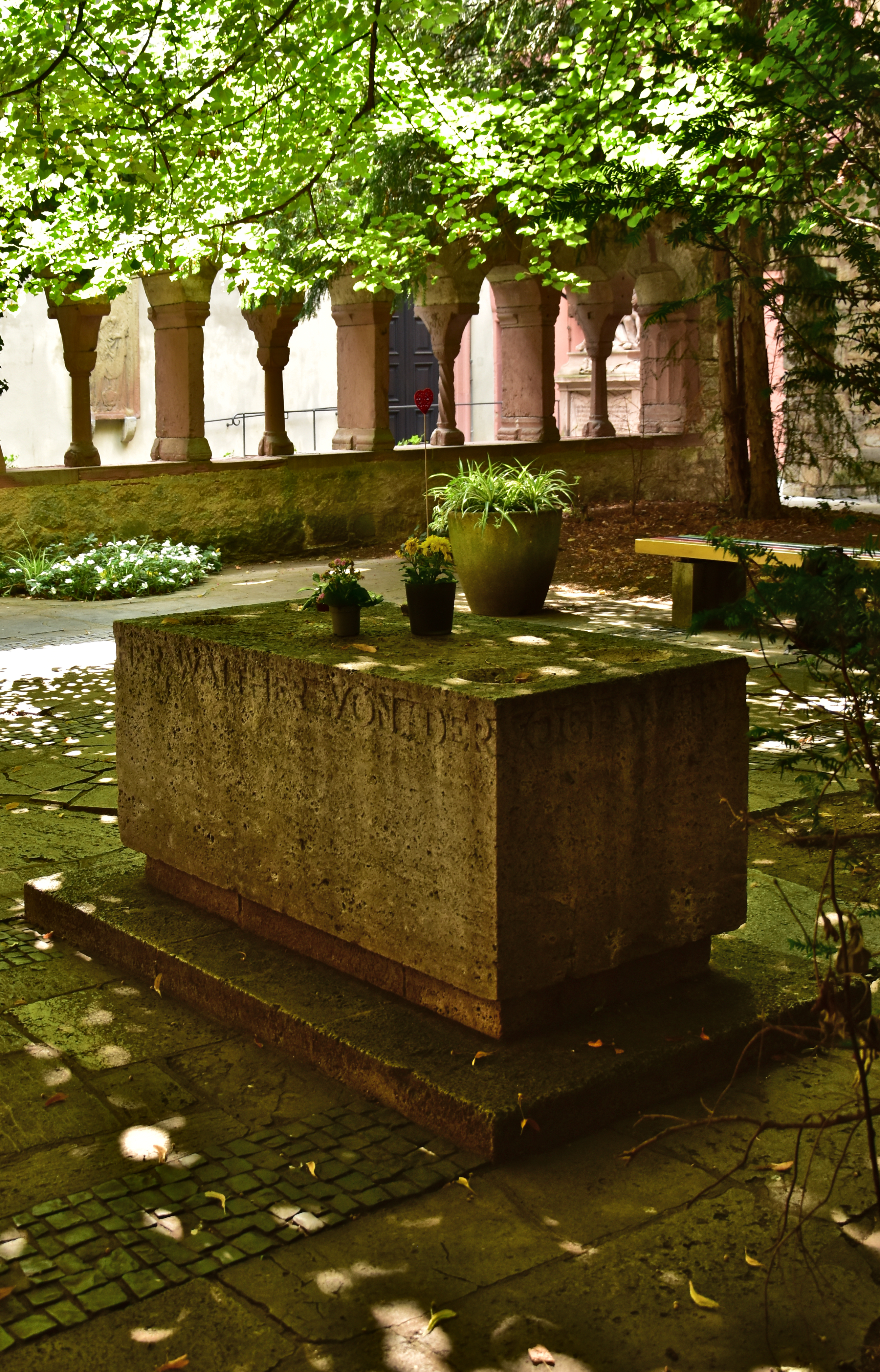
Tomba nel «Lusamgärtchen», tra i resti del chiostro dell'ex collegiata di Neumünster a Würzburg

Nel 1217 fu un'altra volta a Vienna, ed ancora nel 1219 dopo il ritorno del duca Leopoldo VI dalle crociate. Circa nel 1224 sembra che Walther si sia stabilito nel suo feudo presso Würzburg. Fu attivo nell'incalzare i principi tedeschi affinché prendessero parte alla crociata del 1228, e potrebbe aver accompagnato gli eserciti crociati almeno fino al suo nativo Tirolo. In un poema bellissimo e ricco di pathos, illustra i cambiamenti che hanno avuto luogo dai tempi della sua fanciullezza, che gli fanno sembrare la vita un mero sogno. Morì intorno al 1230 e fu sepolto a Würzburg: la leggenda afferma che in vita avesse dato istruzioni affinché che ogni giorno fosse dato da mangiare agli uccelli accorsi alla sua tomba. La lapide originale con la sua iscrizione in latino non è arrivata a noi, ma nel 1843 fu eretto un nuovo monumento nel medesimo luogo, chiamato Lusamgärtchen (giardinetto Lusam), oggi stretto fra le due principali chiese della città.
L'ipotesi che il luogo di nascita di Walther von der Vogelweide fosse in Alto Adige fece anche sì che la piazza principale di Bolzano venisse dedicata al poeta (nel 1889 è stata eretta proprio al centro di essa una raffinata statua di Walther con in mano una viella, modellata in stile neoromanico da Heinrich Natter e realizzata in marmo bianco di Lasa).
Nel 1935, in pieno periodo fascista, quando si cercò di italianizzare la provincia di Bolzano, la scultura fu trasferita nel parco periferico Peter Rosegger di Bolzano e il luogo fu intestato a Vittorio Emanuele III (già nel 1931 il senatore Ettore Tolomei affermava che il poeta era considerato "il simbolo del germanesimo padrone dell'Alto Adige", e che ciò si fonderebbe su un "falso notorio" in quanto Walther "nacque nei paesi danubiani"). Dopo la fine della seconda guerra mondiale la piazza fu nuovamente dedicata allo scrittore, ma il monumento fu risistemato nell'originaria collocazione solo nel 1981.

## Valutazione dell'opera di Walther
I versi politici di Walther sono di notevole interesse storico, ma i loro meriti furono spesso esagerati da molti critici tedeschi del XIX e dell'inizio del XX secolo, i quali videro le loro aspirazioni imperiali e i loro pregiudizi anti-papali riflessi in questo poeta patriottico del Medioevo. Le sue liriche, per lo più dedicate all'amore, sono solitamente considerate di maggior pregio e di più duraturo valore: i suoi contemporanei acclamarono Walther come loro maestro dei canti (unsers sanges meister). La sua produzione è ovviamente di qualità discontinua: come diceva Orazio nell'Ars Poetica, "quandoque bonus dormitat Homerus" (anche il buon Omero talvolta sonnecchia). Al livello più basso, non va oltre alle modeste convenzioni di maniera della sua scuola; nelle sue pagine più felici mostra una spontaneità, un fascino e una destrezza che gli scrittori coevi tentarono invano di emulare. Le sue prime liriche sono colme di gioia di vivere, di sensibilità verso la natura e di lodi per l'amore. Osando molto, libera persino l'amore dalle convenzioni che l'avevano reso prerogativa dei nobili: nell'uso dei termini "donna" (wip) e "signora" (frouwe) privilegia il primo, e mette la più incantevole delle sue poesie, Under der linden, in bocca a una ragazza semplice. Col tempo cresce in lui una certa gravità, che già traspariva sotto la letizia dei suoi primi lavori. Poemi religiosi e didattici divengono più comuni, e i suoi versi in elogio dell'amore si mutano in protesta contro le abitudini corrotte, in un'epoca contaminata dall'inquietudine politica; durante l'intera sua vita seguita a condannare le colpe della società dell'epoca. Non è esente, tuttavia, da contraddizioni: predica la crociata, ma al tempo stesso suggerisce la virtù della tolleranza, facendo notare che "nell'adorare Dio, i cristiani, gli ebrei ed i musulmani sono tutti d'accordo".
Inveisce contro il "falso amore", ma deride quelli che sostengono che "l'amore è peccato". In un'epoca di ideali monastici e moralità rilassata, non ci sono luoghi comuni nelle semplici righe che bene riassumono il principio ispiratore della cavalleria: "Swer guotes wibes liebe hat Der schamt sich ieder missetat" (colui che ha l'amore di una donna buona, prova vergogna per ogni atto malvagio).
Nel loro complesso, le opere di Walther non solo ci danno l'immagine di un grande genio artistico, ma anche di un personaggio energico, appassionato, molto gradevole e profondamente umano.

## Opere
- (DE) Der Azeton (progetto eLib Austria), su literature.at. URL consultato il 14 giugno 2007 (archiviato dall'url originale il 26 settembre 2007).
- (DE) Der Bognerton (progetto eLib Austria), su literature.at. URL consultato il 14 giugno 2007 (archiviato dall'url originale il 29 settembre 2007).
- (DE) Der Erste Phillipston (progetto eLib Austria), su literature.at. URL consultato il 14 giugno 2007 (archiviato dall'url originale il 29 settembre 2007).
- (DE) Der Keiser als Spileman (progetto eLib Austria), su literature.at. URL consultato il 14 giugno 2007 (archiviato dall'url originale il 29 settembre 2007).
- (DE) Der Kaiser Friedrichs und Engelbertston (progetto eLib Austria), su literature.at. URL consultato il 14 giugno 2007 (archiviato dall'url originale il 29 settembre 2007).
- (DE) Der Koenig Friedrichston (progetto eLib Austria), su literature.at. URL consultato il 14 giugno 2007 (archiviato dall'url originale il 29 settembre 2007).
- (DE) Der Koenig Heinrichston (progetto eLib Austria), su literature.at. URL consultato il 14 giugno 2007 (archiviato dall'url originale il 29 settembre 2007).
- (DE) Der Leich (progetto eLib Austria), su literature.at. URL consultato il 14 giugno 2007 (archiviato dall'url originale il 29 settembre 2007).
- (DE) Der Leopoldston (progetto eLib Austria), su literature.at. URL consultato il 14 giugno 2007 (archiviato dall'url originale il 29 settembre 2007).
- (DE) Der Meisnerton (progetto eLib Austria), su literature.at. URL consultato il 14 giugno 2007 (archiviato dall'url originale il 14 gennaio 2006).
- (DE) Der Ottenton (progetto eLib Austria), su literature.at. URL consultato il 14 giugno 2007 (archiviato dall'url originale il 29 settembre 2007).
- (DE) Der Reichston um 1200 (progetto eLib Austria), su literature.at. URL consultato il 14 giugno 2007 (archiviato dall'url originale il 29 settembre 2007).
- (DE) Der Unmutston (progetto eLib Austria), su literature.at. URL consultato il 14 giugno 2007 (archiviato dall'url originale il 26 settembre 2007).
- (DE) Der Wiener Hofton (progetto eLib Austria), su literature.at. URL consultato il 14 giugno 2007 (archiviato dall'url originale il 29 settembre 2007).
- (DE) Der Zweite Phillipston (progetto eLib Austria), su literature.at. URL consultato il 14 giugno 2007 (archiviato dall'url originale il 29 settembre 2007).
- (DE) Fruehe Lieder bis 1198 (progetto eLib Austria), su literature.at. URL consultato il 14 giugno 2007 (archiviato dall'url originale il 26 settembre 2007).
- (DE) Ich sach mit mînen ougen (progetto eLib Austria), su literature.at. URL consultato il 14 giugno 2007 (archiviato dall'url originale il 14 gennaio 2006).
- (DE) Ich saz ûf einem Steine (progetto eLib Austria), su literature.at. URL consultato il 14 giugno 2007 (archiviato dall'url originale il 26 settembre 2007).
- (DE) Ir sult sprechen willekomen (progetto eLib Austria), su literature.at. URL consultato il 14 giugno 2007 (archiviato dall'url originale il 29 settembre 2007).
- (DE) Lieder bis 1203 (progetto eLib Austria), su literature.at. URL consultato il 14 giugno 2007 (archiviato dall'url originale il 26 settembre 2007).
- (DE) Lieder bis 1205 (progetto eLib Austria), su literature.at. URL consultato il 14 giugno 2007 (archiviato dall'url originale il 14 gennaio 2006).
- (DE) Lieder bis 1220 (progetto eLib Austria), su literature.at. URL consultato il 14 giugno 2007 (archiviato dall'url originale il 26 settembre 2007).
- (DE) Lieder der neuen Minne (progetto eLib Austria), su literature.at. URL consultato il 14 giugno 2007 (archiviato dall'url originale il 29 settembre 2007).
- (DE) Maedchenlieder (progetto eLib Austria), su literature.at. URL consultato il 14 giugno 2007 (archiviato dall'url originale il 29 settembre 2007).
- (DE) Spaete Lieder (progetto eLib Austria), su literature.at. URL consultato il 14 giugno 2007 (archiviato dall'url originale il 29 settembre 2007).
- (EN) Selected poems (traduzione in inglese di Graeme Dunphy), su dunphy.de. URL consultato il 14 giugno 2007 (archiviato dall'url originale il 21 dicembre 2013).